# Station Gützelfitz
Station Gützelfitz was een spoorwegstation in de Poolse plaats Gocławice (tot 1945 Gützelfitz) aan de spoorlijn [van Wysoka Kamieńska (Wietstock (Pommern)) naar Trzebiatów (Treptow (Rega)) .
De spoorlijn is in 1945 door het Rode Leger ontmanteld.